# 坂本浩然

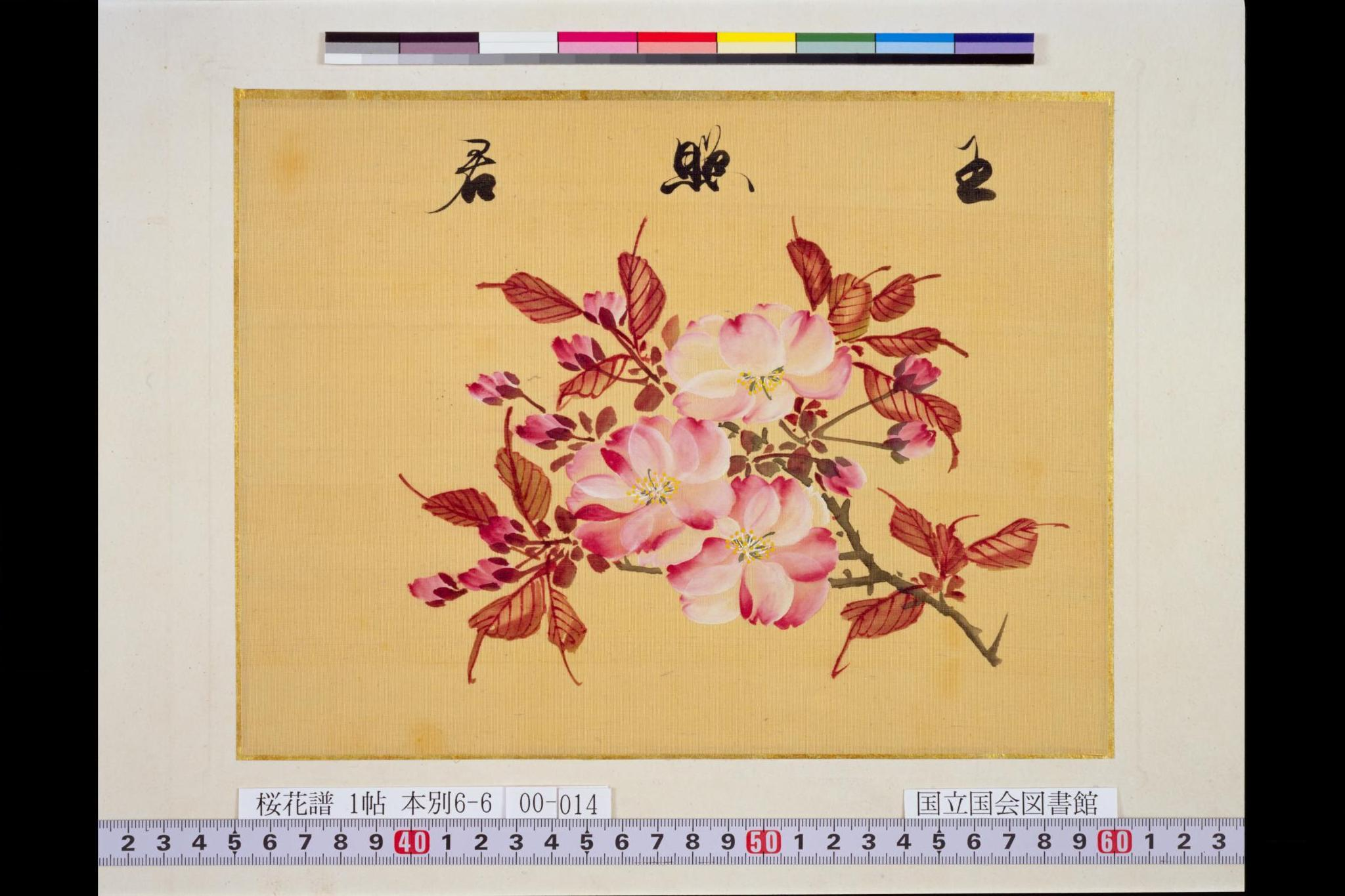
坂本浩然『桜花譜』

坂本 浩然（さかもと こうねん、寛政12年（1800年）- 嘉永6年8月26日（1853年9月28日））は、江戸時代後期の本草学者、画家（本草画家、博物画家）。
「浩然」は通称で、本名は「直大」。号は「浩雪」「香邨」「蕈渓」「嘗草林処」など。

## 概要
動植物の手描き写生図鑑（図譜・画譜・画帖）を多く著した。その写生画の美しさから、浩然の作品は博物学史上の史料としてのみならず、美術史上の花鳥画としても扱われる。
経歴としては、紀州藩で藩医を務める父・坂本純庵のもとに生まれ、浩然自身も紀州藩医を継いだ。また、本草学の知識を著名な本草学者・曽占春（曽槃）から教わり、絵の描き方を画家の華島雪亭から教わった。
弟に坂本純沢（高槻藩医）がいる。純沢も似たような図鑑を著したため、純沢と浩然はしばしば同一人物として混同される。
弟子に滝和亭がいる。

## 主な作品
- 『菌譜』（通称:『坂本浩然菌譜』『浩然菌譜』[6]）NDLJP:2533107 - キノコ56種。[1][7]
- 『桜花譜』NDLJP:1286920 - サクラ29種。[8]
- 『百合譜』NDLJP:1286936 - ユリ30種。[9][10]
- 『水虎十二品之図』（弟の純沢との共著）NDLJP:2543033 - 水虎（カッパ）12種。[11][12]
- 『本草写生図』 - 蘭学書などから知識を得たアフリカやニューギニア、琉球の動植物。[13][14]